# Шамурадов, Атагельды Аширович
Атагельды Аширович Шамурадов (туркм. Atageldi Şamyradow) — туркменский государственный деятель.

## Дата и место рождения
Родился в 1977 году в селе Туркменистан Тахтинского района Ташаузской области.

## Образование и специальность
Образование высшее.
В 1999 году окончил Туркменский государственный институт культуры. По специальности — актёр драмы и кино.

## Карьера
Трудовой путь начал в 1999 году артистом Театра юного зрителя имени А. Гулмамедова.
2000—2001 — срочная воинская служба.
2001—2007 — артист Национального молодёжного театра имени Алп Арслана.
2007—2011 — главный руководитель Студенческого театра имени Молланепеса.
2011—2017 — заместитель министра, временно исполняющий обязанности министра культуры Туркменистана.
С 04.08.2017 — министр культуры Туркмении.

## Награды и звания
- Памятный знак Туркменистана «Magtymguly Pyragynyň 300 ýyllygyna» (10 декабря 2024 года) — учитывая большой личный вклад в изучение в эру Возрождения новой эпохи могущественного государства творческого наследия туркменского поэта-классика Махтумкули Фраги и его популяризацию в мире, в воспитание подрастающего молодого поколения в духе почитания национальных ценностей, традиций и обычаев нашего народа, сформировавшихся на протяжении веков, в воспитание качеств патриотизма, высокой нравственности, трудолюбия, гуманизма, храбрости и мужества, а также по случаю 300-летия со дня рождения Махтумкули Фраги[1]

## Семья
сведений нет

## Варианты транскрипции имени и фамилии
- Имя: Атагелди
- Фамилия: Шамырадов